# Префект анони
Префект анони (лат. praefectus annonae), призначався із стану вершників і був римською посадовою особою, що контролювала постачання пшениці (а пізніше продуктів харчування) до Риму а також і інших міст Стародавнього Риму. Annona civica — означала для Риму певну частину поставок продуктами з Єгипту та Африки. Чи ця посада існувала до 447 до н. е невідомо сучасним дослідникам. У 439 році до н. е. врожай був невеликий (що пов'язано з бунтом плебеїв) і голод у місті поставив народ на межі нового повстання. Це спонукало трибунів обрати Луція Мінуція префектом анони. На початку I століття префект анони обирався тільки зі стану вершників. У період республіки префект анони призначався в періоди нестачі продуктів у Римі. Коли едили (Aediles ceriales) не могли справлятися з виконанням cura annonae, через те призначали додатково префекта, що перебував при владі на розсуд імператора. Посада існувала до кінця Римської імперії.
Однак вже у 7 році до н. е. Октавіан Август взяв на себе повноваження префекта анони. Імператор Тиберій призначив першого імперського префекта анони Гая Турранія Граціла. Надалі цю посаду обіймали представники стану вершників. Поряд з префектом міста, префект анони є однією із посадових осіб (що призначаються імператором), які мали велике значення у Римі. Префект анони не належав до магістрату, а був extra ordinem utilitatis causa constitutus — тобто підпорядкований напряму імператору і мав судову владу.
Існувала посада префекта анони для Константинополя, також praefectus annonae Africae відповідальний за поставки зерна у Рим та з часів Костянтина Великого praefectus annonae Alexandriae, відповідальний за поставки зерна для Константинополя.